# Clytra cingulata
Clytra cingulata — вид листоїдів з підродини клітріних. Зустрічається в Малої Азії та Середньому Сході.